# Litton - Monroe OC-8880
Litton - Monroe OC-8880 (OC-8880) је професионални рачунар, производ фирме Litton - Monroe који је почео да се израђује у Јапану током 1981. године.
Користио је Z80 као централни микропроцесор а RAM меморија рачунара OC-8880 је имала капацитет од 16 KB (128 KB највише). 
Као оперативни систем кориштен је CP/M.

## Детаљни подаци
Детаљнији подаци о рачунару OC-8880 су дати у табели испод.
|                       |                                                                                                |
| [ 1 ]                 |                                                                                                |
| Произвођач            |                                                                                                |
| Тип                   | професионални рачунар                                                                          |
| Меморија              | 16 (128 највише)                                                                               |
| Поријекло             | Јапан                                                                                          |
| Година                | 1981                                                                                           |
| Тастатура             | Тастатура са пуним помаком тастера са функцијским тастерима и нумеричка тастатура. 93 тастера. |
| Процесор              |                                                                                                |
| Фреквенција процесора | непознато                                                                                      |
| RAM                   | 16 (128 највише)                                                                               |
| ROM                   | непознато                                                                                      |
| Текст                 | непознато                                                                                      |
| Графика               | непознато                                                                                      |
| Боја                  | непознато                                                                                      |
| Звук                  | непознато                                                                                      |
| Димензије             | непознато                                                                                      |
| Портови               |                                                                                                |
| Оперативни систем     |                                                                                                |